# Бро-Планбо
Бро-Планбо (фр. Brot-Plamboz) — громада в Швейцарії в кантоні Невшатель.

## Географія
Громада розташована на відстані близько 55 км на захід від Берна, 15 км на захід від Невшателя.
Бро-Планбо має площу 16,1 км², з яких на 2,7 % дозволяється будівництво (житлове та будівництво доріг), 67,6 % використовуються в сільськогосподарських цілях, 28,3 % зайнято лісами, 1,4 % не є продуктивними (річки, льодовики або гори).

## Демографія
2019 року в громаді мешкало 284 особи (+11,8 % порівняно з 2010 роком), іноземців було 6 %. Густота населення становила 18 осіб/км².
За віковим діапазоном населення розподілялося таким чином: 26,8 % — особи молодші 20 років, 55,3 % — особи у віці 20—64 років, 18 % — особи у віці 65 років та старші. Було 106 помешкань (у середньому 2,7 особи в помешканні).
Із загальної кількості 121 працюючого 74 було зайнятих в первинному секторі, 32 — в обробній промисловості, 15 — в галузі послуг.